# 데틀레프 부크
데틀레프 부크(독일어: Detlev Buck, 1962년 12월 1일 ~ )는 독일의 배우, 영화 감독, 각본가, 영화 프로듀서이다.

## 영화
- 아스팔트고릴라스 (2018년)
- 칼 슈미트의 귀환 (2017년) - 페르디 역
- 로큰롤 호텔 (2016년)
- 비비 앤 티나 3 (2016년)
- 하프 브라더스 (2015년)
- 다시 사랑할 수 있을까 (2015년)
- 휴일(독일어판) (2015년)
- 맨 케이브 (2014년)
- 비비 앤 티나 2 (2014년)
- 리코, 오스카 앤 더 파스타 디텍티브즈 (2014년)
- 비비 앤 티나 (2014년)
- 윈드스톰 (2013년)
- 세계를 측정하는 방법 3D (2012년)
- 웨이팅 포 더 씨 (2012년)
- 우먼 인 러브 (2011년)
- 온 디 어더 사이드 오브 더 스크린 - 100 이어스 오브 무비멘토 시네마 (2009년)
- 컨택트 하이 (2009년)
- 스롤란 마이러브 (2009년)
- 하얀 리본 (2009년)
- 핸데 웨이 본 미시시피 (2007년)
- 터프 이너프 (2006년)
- 달팽이들 (2004년)
- 블루 문 (2002년)
- 플래시백 (2000년)
- 태양의 거리 (1999년)
- 에이미와 야구아 (1999년)
- 에로틱 테일즈 (1996년)
- 스탠 바이 유어 맨 (1996년)
- 우리도 달리 할 수 있다 (1993년)